# Dugesia antillana
Dugesia antillana är en plattmaskart som beskrevs av Kenk 1941. Dugesia antillana ingår i släktet Dugesia och familjen Planariidae. Inga underarter finns listade i Catalogue of Life.